# Happiness?
Happiness? är trummisen, låtskrivaren och sångaren Roger Taylors tredje soloalbum, utgivet 1994. Hälften av låtarna är ballader medan andra halvan är klassisk rock.

## Låtlista
Samtliga låtar skrivna av Roger Taylor, om inte annat anges.
1. "Nazis 1994" – 2:35
2. "Happiness" – 3:17
3. "Revelations" – 3:44
4. "Touch the Sky" – 5:04
5. "Foreign Sand" (Taylor/Yoshiki) – 6:53
6. "Freedom Train" – 6:12
7. "You Had to Be There" – 2:55
8. "The Key" – 4:25
9. "Everybody Hurts Sometimes" – 2:52
10. "Loneliness..." – 2:25
11. "Dear Mr. Murdoch" – 4:19
12. "Old Friends" – 3:33